# Élections législatives de 1978 dans le Lot
Les élections législatives françaises de 1978 se déroulent les 12 et 19 mars 1978. Dans le département du Lot, deux députés sont à élire dans le cadre de deux circonscriptions.

## Élus
| Circonscription | Député sortant | Parti | Parti | Député élu ou réélu | Parti | Parti |
| --------------- | -------------- | ----- | ----- | ------------------- | ----- | ----- |
| 1re             | Maurice Faure  |       | MRG   | Maurice Faure       |       | MRG   |
| 2e              | Bernard Pons   |       | RPR   | Martin Malvy        |       | PS    |

## Résultats

### Résultats à l'échelle du département
| Parti          | Parti                              | Premier tour | Premier tour | Second tour | Second tour | Sièges |
| Parti          | Parti                              | Voix         | %            | Voix        | %           | Sièges |
| -------------- | ---------------------------------- | ------------ | ------------ | ----------- | ----------- | ------ |
|                | Mouvement des radicaux de gauche   | 20 468       | 21,01        | 30 046      | 30,39       | 1      |
|                | Parti socialiste                   | 18 276       | 18,76        | 27 442      | 27,76       | 1      |
|                | Parti communiste français          | 15 608       | 16,02        | Retrait     | Retrait     | 0      |
|                | Union de la gauche                 | 54 352       | 55,80        | 57 488      | 58,15       | 2      |
|                |                                    |              |              |             |             |        |
|                | Rassemblement pour la République   | 30 891       | 31,71        | 41 367      | 41,85       | 0      |
|                | Divers droite                      | 4 922        | 5,05         |             |             | 0      |
|                | Union pour la démocratie française | 1 115        | 1,14         | 0           |             |        |
|                | Majorité présidentielle            | 36 928       | 37,91        | 41 367      | 41,85       | 0      |
|                |                                    |              |              |             |             |        |
|                | Écologie 78                        | 3 104        | 3,19         |             |             | 0      |
|                | Extrême gauche                     | 1 763        | 1,81         | 0           |             |        |
|                | Parti socialiste unifié            | 1 255        | 1,29         | 0           |             |        |
|                |                                    |              |              |             |             |        |
| Inscrits       | Inscrits                           | 114 576      | 100,00       | 114 558     | 100,00      | 2      |
| Abstentions    | Abstentions                        | 15 219       | 13,28        | 13 734      | 11,99       |        |
| Votants        | Votants                            | 99 357       | 86,72        | 100 824     | 88,01       |        |
| Blancs et nuls | Blancs et nuls                     | 1 955        | 1,97         | 1 969       | 1,95        |        |
| Exprimés       | Exprimés                           | 97 402       | 98,03        | 98 855      | 98,05       |        |

### Résultats par circonscription

#### Première circonscription (Cahors)
| Candidat       | Candidat                    | Parti          | Premier tour | Premier tour | Second tour | Second tour |  |
| Candidat       | Candidat                    | Parti          | Voix         | %            | Voix        | %           |  |
| -------------- | --------------------------- | -------------- | ------------ | ------------ | ----------- | ----------- |  |
|                | Maurice Faure sortant réélu | MRG            | 20 468       | 41,24        | 30 046      | 60,87       |  |
|                | Alain Dauga                 | RPR            | 11 635       | 23,44        | 19 317      | 39,13       |  |
|                | Yves Arènes                 | PCF            | 8 540        | 17,21        | Retrait     | Retrait     |  |
|                | Jean-Gabriel Costes         | Divers droite  | 4 922        | 9,92         |             |             |  |
|                | Marcel Legrand              | Écologie 78    | 3 104        | 6,25         |             |             |  |
|                | Lucienne Degorge            | LO             | 960          | 1,93         |             |             |  |
|                |                             |                |              |              |             |             |  |
| Inscrits       | Inscrits                    | Inscrits       | 58 989       | 100,00       | 58 982      | 100,00      |  |
| Abstentions    | Abstentions                 | Abstentions    | 8 309        | 14,09        | 8 344       | 14,15       |  |
| Votants        | Votants                     | Votants        | 50 680       | 85,91        | 50 638      | 85,85       |  |
| Blancs et nuls | Blancs et nuls              | Blancs et nuls | 1 051        | 2,07         | 1 275       | 2,52        |  |
| Exprimés       | Exprimés                    | Exprimés       | 49 629       | 97,93        | 49 363      | 97,48       |  |

#### Deuxième circonscription (Figeac)
| Candidat       | Candidat           | Parti          | Premier tour | Premier tour | Second tour | Second tour |  |
| Candidat       | Candidat           | Parti          | Voix         | %            | Voix        | %           |  |
| -------------- | ------------------ | -------------- | ------------ | ------------ | ----------- | ----------- |  |
|                | Alain Chastagnol   | RPR            | 19 256       | 40,31        | 22 050      | 44,55       |  |
|                | Martin Malvy élu   | PS             | 18 276       | 38,26        | 27 442      | 55,45       |  |
|                | Fernand Vidal      | PCF            | 7 068        | 14,79        | Retrait     | Retrait     |  |
|                | Antoine Soto       | PSU (FA)       | 1 255        | 2,63         |             |             |  |
|                | François Juillet   | UDF (Rad)      | 1 115        | 2,33         |             |             |  |
|                | Danielle Mouminoux | LO             | 803          | 1,68         |             |             |  |
|                |                    |                |              |              |             |             |  |
| Inscrits       | Inscrits           | Inscrits       | 55 587       | 100,00       | 55 576      | 100,00      |  |
| Abstentions    | Abstentions        | Abstentions    | 6 910        | 12,43        | 5 390       | 9,7         |  |
| Votants        | Votants            | Votants        | 48 677       | 87,57        | 50 186      | 90,3        |  |
| Blancs et nuls | Blancs et nuls     | Blancs et nuls | 904          | 1,86         | 694         | 1,38        |  |
| Exprimés       | Exprimés           | Exprimés       | 47 773       | 98,14        | 49 492      | 98,62       |  |